# Philodendron alternans
Philodendron alternans är en kallaväxtart som beskrevs av Heinrich Wilhelm Schott. Philodendron alternans ingår i släktet Philodendron och familjen kallaväxter. Inga underarter finns listade.